# Distretto di Bruxelles
Il Distretto di Bruxelles (in tedesco Distrikt Brüssel; in fiammingo Distrikt Brussel; in francese District de Bruxelles) fu un progetto nazista su Bruxelles che non ebbe mai applicazione concreta.

## Storia
Dopo essere stato invaso dalla Germania nel giugno del 1940, il Belgio fu inizialmente sottoposto a un "temporaneo" governo militare, malgrado fazioni più radicali all'interno del governo tedesco come le SS spingessero per costituire un'amministrazione civile di stampo nazista (Reichskommissariat) sulla base di quanto fatto nei Paesi Bassi e in Norvegia; il territorio belga fu quindi unito con i due dipartimenti francesi di Nord e Passo di Calais (in considerazione del fatto che queste zone appartenevano alla regione storica delle Fiandre tedesche, e che costituivano un sistema economico integrato) in una "Amministrazione militare del Belgio e della Francia del nord" (Militärverwaltung in Belgien und Nordfrankreich).
Nonostante questo iniziale atteggiamento, venne anche deciso che tutta la zona un giorno sarebbe stata pienamente assimilata nel Terzo Reich e divisa in tre nuovi Reichsgau: Flandern e Brabant per i territori fiamminghi e Wallonien per i territori valloni. Il 12 luglio 1944 fu istituito un Reichskommissariat Belgien-Nordfrankreich con il preciso scopo di realizzare questo obiettivo, derivato dalla precedente amministrazione militare. Il progetto nazista immaginava un Reichsgau Flandern, nel Reichsgau Wallonien e in un "Distretto di Bruxelles" (Distrikt Brüssel), tutti annessi formalmente al Reich (la proposta provincia di Brabante fu invece cancellata), con solo due partiti politici, espressione delle rispettive comunità (rispettivamente il Devlag di Jef van de Wiele e il Partito Rexista di Léon Degrelle). Bruxelles sarebbe stata proclamata "Città libera del Reich", accordandole lo stesso status concesso ad Amburgo, Berlino e Vienna.
Questi passaggi furono compiuti però a uno stadio molto avanzato della Seconda guerra mondiale, quando ormai le armate tedesche erano in piena ritirata su tutti i fronti: i progressi delle truppe degli Alleati in Europa occidentale nel settembre-dicembre 1944 ripristinarono l'autorità del governo in esilio del Belgio, cancellando ogni progetto tedesco. Solo in alcune zone del sud della Vallonia l'autorità del Reich fu ristabilita a seguito degli eventi iniziali dell'offensiva delle Ardenne, ma nel giro di pochi mesi l'avanzata degli Alleati riprese e i territori belgi furono completamente liberati.